# 張俊

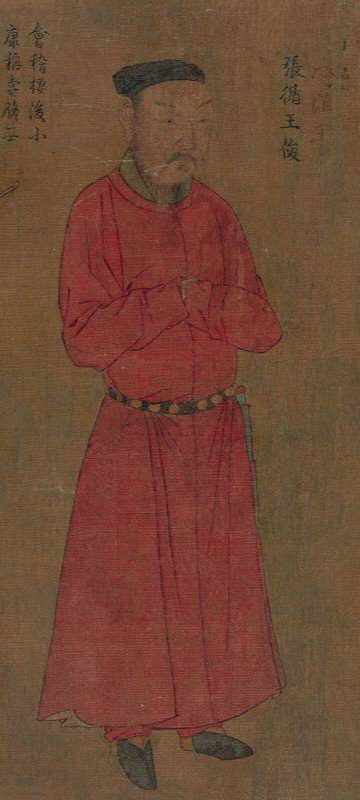
《中興四將圖》之張俊像，南宋劉松年繪，現藏於中國國家博物館

張俊（1086年—1154年），字伯英，秦州成紀（今甘肅省天水市）人，南宋军事将领。祖籍凤翔府，五世祖徙秦州，子孙遂为秦州三阳寨人。

## 生平
出身盗匪，年十六，為三陽弓箭手。政和七年（1117年），從討南蠻，轉都指揮使。宣和初，從攻夏人仁多泉，始授承信郎（武階，52階，從九品），升保义郎（武階，50階，正九品）。五年（1123年），破鄆州賊李太于鹹河子，追至洺州，击破之。六年（1124年），破大名贼于超化寺，追至内黄，又破内黄贼数千人。七年（1125年），破沂州贼三万人，追至密州，破密州贼于莒，至南楼山，又破之。还沂州，破贼张先于礌鼓山，又破潍州贼于地方村，以前战功迁武德郎（武階，36階，從七品）。靖康元年（1126年），济南贼孙列齧据铧子山，众号十万，讨之，未陈，以一矢毙其挑战者，破之余党，亦平。自是河朔山东无剧盗，俊威名益震。
靖康元年（1126年）正月，金兵围京师，以所部赴京城勤王。五月，命河北制置副使种師中往援太原府，屯榆次。金人以數萬騎壓之。俊時為隊將，進擊，殺傷甚眾，獲馬千匹，請乘勝要戰。師中以日不利，急令退保。金人諜俊計不行，悉兵合圍，攻益急。榆次破，師中死之。俊與所部數百人突圍而出，且行且戰，至烏河川，再與敵遇，斬五百級，授武義大夫（武階，33階，正七品）、權河北十三將正將。時康王為河北兵馬大元帥，檄諸道兵馬入援京師。十二月，勒兵從中大夫、知信德府梁楊祖勤王，至大名府見康王。康王问梁扬祖曰“诸将谁最得力？”，梁曰“张俊最得力，金人数至信德府城下，俊出战屡捷”，擢大元帥府后軍統制，每語時事，無不當，康王意日親近，引為心腹，進武功大夫（武階，27階，正七品）、榮州刺史（遙郡官）。
二年（1127年）正月，賊李昱、张遇據任城，以都統制討之，控險伺間，與麾下將楊沂中領數騎中入賊壁，小校赵密连射数贼，武翼郎、统制官苗傅扼其前，大軍繼之，賊殲焉，斩首千余级，轉右武大夫（武階，14階，正六品）、桂州團練使（遙郡官）。康王以俊忠實可用，遷貴州防禦使，依為重。尚書左丞張證自京師來，詔康王入覲，俊曰“此敵詐謀爾，慎毋往”高才慾為亂，俊統兵伐之，才遁去，加左武大夫（武階，13階，正六品）、徐州觀察使（遙郡官）。康王以俊忠勞日累，遷拱衛大夫（武階，12階，正六品）。二帝北狩，諸軍議勸進，俊言于上曰“大王人心所歸，願早正位號，以慰天下望。”四月，隨康王至應天府。
五月，康王即皇帝位，改元建炎。七月，討賊杜用于淮寧。八月，以迎隆佑太后和六宮之勞，授帶御器械。以討賊之功，落階官，授徐州觀察使。十一月，隨兩浙路制置使、御營使司都統制王淵討軍賊趙萬于鎮江府。十二月，擒賊陳通于杭州。二年（1128年）五月，率所部征討秀州茶酒卒徐明之亂，進武寧軍承宣使、秦鳳路馬步軍副都總管。六月，入秀州平亂。三年（1129年）三月，以所部八千人往吳江防扼。武功大夫、鼎州團練使苗博，武功大夫、威州刺史劉正彥反，矯詔加俊為捧日天武四廂都指揮使，命以三百人赴秦鳳路上任，兩千人付統制官陳思恭，千人付將官楊沂中留吳江把隘，余令以次統領官管押赴行在。俊知其偽，拒不受命。俊以所部至平江府，統制官辛永宗乘舟自杭州至軍中，告之城中事。俊言禮部侍郎張浚以決斷。張浚論苗劉危害社稷，俊決意起兵問罪。定國軍承宣使韓世忠收散卒數千人以海舟赴難，奉国军节度使刘光世率所部以赴，众人商定以韩世忠所部为前军，张俊部为侧翼，刘光世部为后军。苗刘闻之，大惧，矫诏授俊為武寧軍節度使。軍與叛軍戰于臨平，大破之。苗刘开城出逃，俊与韩、刘入城，與內殿見高宗，高宗復位，俊以功授鎮西軍節度使充御營使司右軍都統制。十一月，為兩浙東路制置使。
金国南侵，宋高宗逃往海上。十二月，张俊率所部與金人戰于明州，金人先突襲至城下，俊遣統制官劉寶出戰，部將黨用、邱橫戰死，統制官楊沂中、田師中，統領官趙密皆死戰，權主管殿前司公事李質率部以舟師來援，知州事劉洪道率州兵射其旁，遂大破之，共杀近千名金军。四年（1130年）正月，完颜宗弼領兵攻明州，张俊带明州居民十之七八退入台州，金军占领明州。
完颜宗弼退兵后，建康府的金军仍然固守，不退回江北。江浙盜賊起，俊为兩浙西路、江南东路制置使，“诸将并受节度”，全权负责收复建康事宜。收复建康由武功大夫、昌州團練使岳飞统领的部队完成。六月，軍賊戚方犯湖州安吉，詔往捕之。戚方被岳飞所败，向张俊投降，交出了六千名兵、六百匹马。张俊回朝，向范宗尹“盛称岳飞可用”。
七月，進檢校少保、寧武昭慶軍兩鎮節度使。金国左监军完颜昌负责淮南战场，和完颜宗弼商定会师攻打楚州（治山阳，今江苏淮安市），在揚州城下杀拱衛大夫、福州觀察使、承州，天長軍鎮撫使薛庆，攻占了扬州和承州（治高邮，今江苏高邮市），包围楚州。宋韩世忠军新败，元气未复，而兩浙西路安撫大使刘光世与张俊关系不睦，不能配合。詔以通泰州鎮撫使岳飛救楚州。簽書樞密院事趙鼎慾遣張俊救援楚州，張俊推辭：「敵方濟師，達蘭善兵，其鋒不可當，立孤壘危在旦夕，若以兵委之，譬徒手搏虎，並亡無益」。赵鼎曰：「楚當敵衝，所以蔽兩淮，若委而不救，則失諸鎮之心。」。張俊回復：「救之誠是，但南渡以來，根本未固，而宿衛寡弱，人心易搖，此行失利，何以善後。」。趙鼎面見高宗上言：「江東新造，全藉兩淮，若失楚則大事去矣，是舉也，不惟救垂亡之城，且使諸將殫力，不為養寇自討之計，若俊憚行，臣願與之偕往。」。张俊仍拒不从命，只派自己的部下岳飛去。高宗只得改命刘光世出兵，而命岳飞、郭仲成，武顯大夫、閣門宣贊舍人、承州天長軍兵馬鈐轄、主管鎮撫使司公事王林，以及武節郎、閣門宣贊舍人、海州兵馬鈐轄、海州淮阳军镇扰使兼知海州事李彦先等部，都划归刘光世节制，共同救援楚州。岳飞听说楚州被金军围困，急忙领轻骑渡江，在八月二十六日夜里直达泰州城下欲救楚州，但刘光世畏懼金人之鋒，不能援楚州，但遣統制官王德、驪瓊將輕兵以出，是日渡江，與金游兵遇，擊之。岳飛此时还没有成立自己的“岳家军”，師孤力寡无法救楚州，在击败并杀死高大保、俘虏阿主里孛堇等人后被迫后撤。宋高宗詔岳飛還守通州、泰州，有旨可守就守，如不可守，但以沙洲保護百姓，伺机掩擊即可。岳飛以泰州無險可恃，退保柴墟，戰于南霸橋，击敗进攻的金军。这以后，岳飛才拥有了人马万余，着手建立所谓的“岳家军”。九月中旬，右武大夫、徐州觀察使、楚泗州漣水軍镇抚使赵立被砲石（並非火炮，而是石頭）打碎头颅而死。九月下旬，金兵冲入楚州城和楚州军民巷战，终于攻克楚州。由于赵立的抗战态度，楚州保卫战的激烈抵抗是少有的，可以和靖康年间王禀的太原保卫战和同在建炎年间的西部陕州保卫战相提并论。十二月，为江南路招讨使，带领岳飞等部将讨伐军贼李成和收伏张用。
绍兴元年（1131年）正月，改任江淮招讨使。三月，復筠州、臨江軍、江州。同月，完颜昌率军进攻张荣在缩头湖的水寨，为张荣大败，完颜昌一直撤至淮河以北。金人撤军后，淮南东路大部分州县又重归宋朝，缩头湖，后来也因而改名为「得胜湖」。五月，破李成于黃梅，賊徒奔潰，成遁走，以餘眾降偽齊，岳飞立下大功，为张俊所器重。张俊报告朝廷说，此间岳飞功居第一。十月，除太尉，屯婺州。
三年（1133年），32岁的岳飞第一次北伐，克复襄汉，改驻鄂州。八月，宋廷按宰相朱胜非早先的许诺，将岳飞由正四品的正任镇南军承宣使超升为从二品的清远军节度使，其实职差遣改为湖北路、荆、襄、潭州制置使，依前神武后军统制。 凡官拜节度使，朝廷要授予隆重而别致的“旌节”，自宋廷发出后，沿途所至，宁可“撤关坏屋，无倒节礼，以示不屈”。当时已建节的大将只有刘光世、韩世忠、张俊和吴玠四人。岳飞的情况是当时绝无仅有的，骤然和韩世忠以及老上司张俊平列。
五年（1134年）九月，齐刘豫出兵伐宋，扬言要“直捣僭垒，务使六合混一”。金军由左副元帅完颜宗辅、刚升任的右副元帅完颜昌和元帅左都监完颜宗弼的统率下，配合由刘豫之子刘麟指挥齐军，在九月下旬分路渡过淮河攻南宋。刘光世不战退兵江南，将整个淮南西路相让。张俊主张划长江而守，“当聚天下兵守平江，俟贼退，徐为之计”，以“坠马伤臂”为藉口，拒不出兵渡长江攻击金军和齐军。宋丞相赵鼎派人监督张俊发兵，并奏请严惩张俊，但不了了之。结果，几路宋军全部防守于江南，张俊军守常州，韩世忠军守镇江府，刘光世军守建康府。长江北面的庐州(治合肥，今安徽合肥市)知州、兼淮南西路安抚使仇悆拒绝执行其上级刘光世的命令逃跑，刘光世派统制张琦来问罪，仇悆说：「若辈无守土责，吾当以死殉国！寇未至而逃，人何赖焉！」张琦只好作罢。仇悆以召募来的庐州和寿州（治下蔡，今安徽凤台县）守军几百人和二千乡兵几次打退齐軍攻势。十二月，刘麟又增兵攻打，完颜宗弼亲自为后继，所幸4年前已独立成建制的“岳家军”由鄂州赶到，统制徐庆和牛皋先胜一仗，岳飞后亲自赶到击败齐军，解了庐州之围。此时，金太宗病危将死，完颜宗辅、完颜昌和完颜宗弼撤兵。伪齐攻势瓦解。
雖然岳飛多次為張俊解圍，但張俊卻后附秦桧，甚至陷害岳飞。绍兴十一年（1141年），和议成，四月拜枢密院使，七月加太傅、进封广国公并赐玉带，十二年（1142年）十一月，太师、尚书左仆射同中书门下平章事秦桧令殿中侍御史江邈论俊罪，罢枢密院使，复还镇洮宁武奉宁军三镇节度使、充醴泉觀使、进封清河郡王。十六年（1146年）改靜江宁武静海军三镇节度使。二十一年（1151年）十月，高宗幸俊宅第，进封太师，子弟十三人迁官进职。二十四年（1154年）七月，卒于行在，年六十九。高宗震悼，辍视朝三日，亲奠于赐第劳恤，追封循王，赐棺木、貂冠、襲衣、一品朝服、龍腦、水銀以敛，賻絹各有差。命延福宮使、安徳軍承宣使、内侍省押班张去为护丧事。八月，谥号忠烈（危身奉上曰忠 有功安民曰烈）。九月，葬于常州无锡塘湾山。

## 家族
- 曾祖：张守明，赠太师、吴国公[1]
- 曾祖母：石氏，吴国夫人
- 祖：张庆，赠太师、韩国公
- 祖母：田氏，韩国夫人
- 父：张密，赠太师、鲁国公
- 母：谢氏，鲁国夫人
- 弟：张宏
  - 侄：张子盖，安德军节度使、检校少保、赠太尉、谥号恭壮
- 弟：張保，拱衛大夫
- 妻：魏氏，秦国夫人；章氏，荣国夫人
- 子：张子琦，武义大夫
- 子：张子厚，左武大夫、康州刺史、带御器械、贈少傅
  - 孙：张宗元，終官通議大夫充敖文阁侍制、贈少師、妻劉光世女
    - 曾孙：张鎡
      - 玄孙：张濡
        - 来孙：张枢
          - 晜孙：张炎
          - 晜孙：张炜

      - 玄孙：张□
        - 來孙：张檉

      - 玄孙：张□
        - 來孙：张國器

    - 曾孙：张镦
    - 曾孙：张鉴
    - 曾孙：张镇
    - 曾孫：張錤，終官承議郎、總領淮西江東軍馬錢糧所太平惠民局
      - 玄孫：張渥，將仕郎
        - 来孙：张伯东

      - 玄孫女：張氏
- 子：张子顔，终官通奉大夫、显谟阁直学士、户部侍郎
- 子：张子正，右文修撰
- 子：张子仁，秘阁修撰
- 女：张氏，适武功大夫秦公仅
- 女：张氏，适直徽猷阁韩彦朴
- 女：张氏，适右承务郎程湜
- 女：张氏，适直敷文阁刘尧勋
- 孙：张宗尹
  - 曾孙：张镛，官至武德大夫、閣門宣贊舍人
    - 玄孙：张洤，忠翊郎
      - 来孙：张楧
        - 晜孙：张炬
        - 晜孙：张熽
        - 晜孙：张爥
        - 晜孙：张爁
        - 晜孙：张燠
- 孙：张宗愈，直秘阁、特改添差通判严州
- 曾孫：張達可
- 侄：张子仪，右朝请大夫、直徽猷阁、主管佑神观
- 侄：张子安，承奉郎
- 侄：张子文，忠翊郎
- 侄孙：张宗旦，保义郎
- 侄孙：张宗亮，保义郎
- 侄孙：张宗说，登仕郎
- 侄孙：张宗益，成忠郎
- 侄孙：张宗颖，登仕郎

## 评价
张俊一直被认为是陷害岳飞的一位主要人物。位於浙江杭州西湖西北角的岳王庙，有與岳飞被殺有關的秦桧、王氏、万俟卨、張俊等四人跪像，鑄造於明代，經常受到侮辱性破壞。
张俊出身盗匪，治理军队的能力也被人詬病。在中国古代，军队战胜以掳掠维系士气，军队战败以抢劫平息怨愤时有发生。南宋初年几大主力部队，当时纵暴记录最多的是张俊军，号称“自在军”。南宋时官府和军队经商牟利开设酒坊是合法的，张俊军中有一首歌谣讽刺张俊工于经商，而拙于用兵：“张家寨里没来由，使他花腿抬石头。二圣犹自救不得，行在盖起太平楼。”这里“花腿”，是指军卒“自臀而下，文刺至足”，而太平楼是张俊军开的一家酒店。张俊本人也比较好女色，《挥麈三录》卷2，《要录》卷16建炎二年六月乙丑载：王渊和张俊为抢夺一个周姓妓女，杀害宗室赵叔近，又将此妓女转送韩世忠。
《宋史》有兩段總評：「南渡後，俊握兵最早，屢立戰功，與韓世忠、劉錡、岳飛並為名將，世稱張、韓、劉、岳。然濠、壽之役，俊與錡有隙，獨以楊沂中為腹心，故有濠梁之劫。岳飛冤獄，韓世忠救之，俊獨助檜成其事，心術之殊也，遠哉！帝于諸將中眷俊特厚，然警敕之者不絕口。自淮西入見，則教其讀《郭子儀傳》；召入禁中，戒以毋與民爭利，毋興土木。」「南渡諸將以張、韓、劉、岳並稱，而俊為之冠。然夷考其行事，則有不然者。俊受心膂爪牙之寄，其平苗、劉，雖有勤王之績，然既不能守越，又棄四明，負亦不少。矧其附檜主和，謀殺岳飛，保全富貴，取媚人主，其負戾又如何哉？」

## 延伸阅读
[在维基数据编辑]
 《宋史·卷369》，出自脱脱《宋史》
 《明史卷一百七十五》，出自《明史》
 在维基共享资源阅览影像